# Ernst Ternström
Ernst Otto Wilhelm Ternström, född  7 mars 1873 i Asarum, Blekinge län, död 18 december 1929 i Ferté Gaucher, Frankrike, var en svensk ingenjör, vapenkonstruktör och målare.
Han var son till sjökaptenen Oscar Ternström och Emelie Svensson och från 1897 gift med Antoinette Artique. Ternström studerade vid Kungliga tekniska högskolan i Stockholm 1882–1886 och var efter studierna verksam som ingenjör i London, Paris och Seraing i Belgien. Han gjorde flera vapentekniska uppfinningar och belönades vid Brysselutställningen 1910 med ett av utställningens priser. Han tillbringade sina sista två år i Frankrike och var där en av stiftarna till Svenska klubben i Paris. Vid sidan av sitt arbete var han verksam som konstnär och skänkte bland annat ett självporträtt till Svenska klubben.